# كيث ك. كومبتون
كيث ك. كومبتون (بالإنجليزية: Keith K. Compton)‏ هو ضابط أمريكي، ولد في 9 ديسمبر 1915 في سانت جوزيف في الولايات المتحدة، وتوفي في 15 يونيو 2004 في سان أنطونيو في الولايات المتحدة.